# Babočka bílé C
Babočka bílé C (Polygonia c-album) je denní motýl z čeledi babočkovitých.

## Morfologie

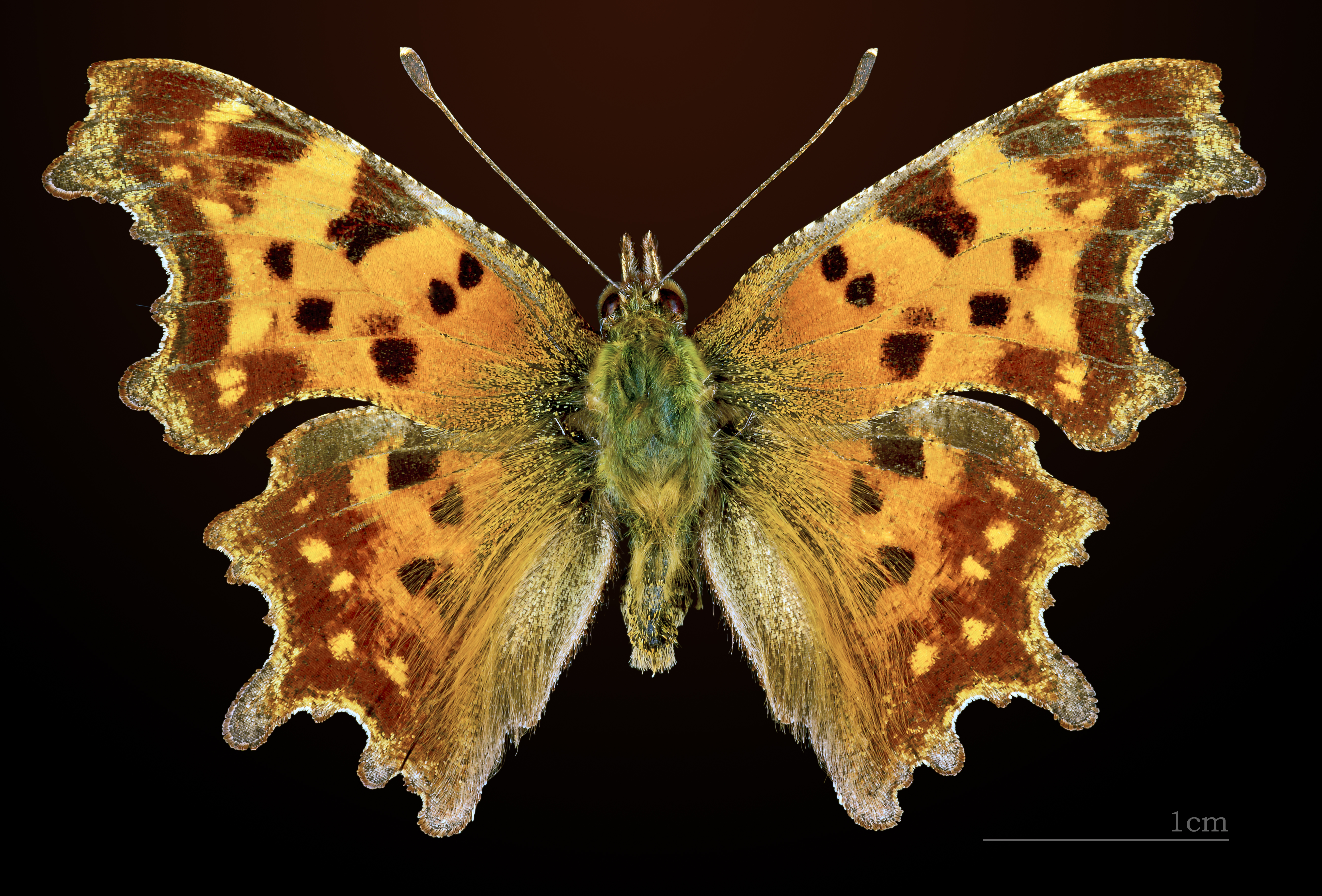
♂
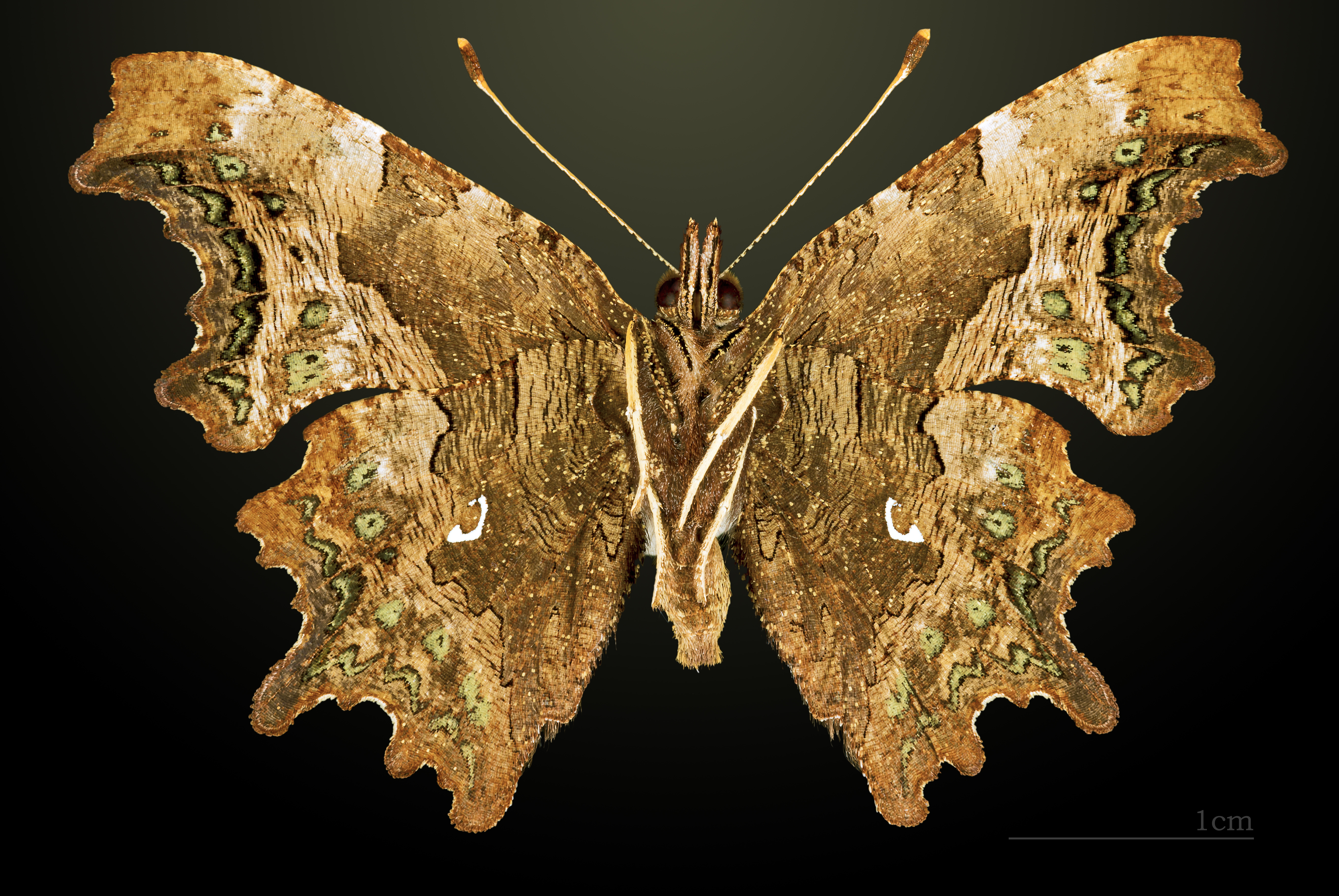
♂ △
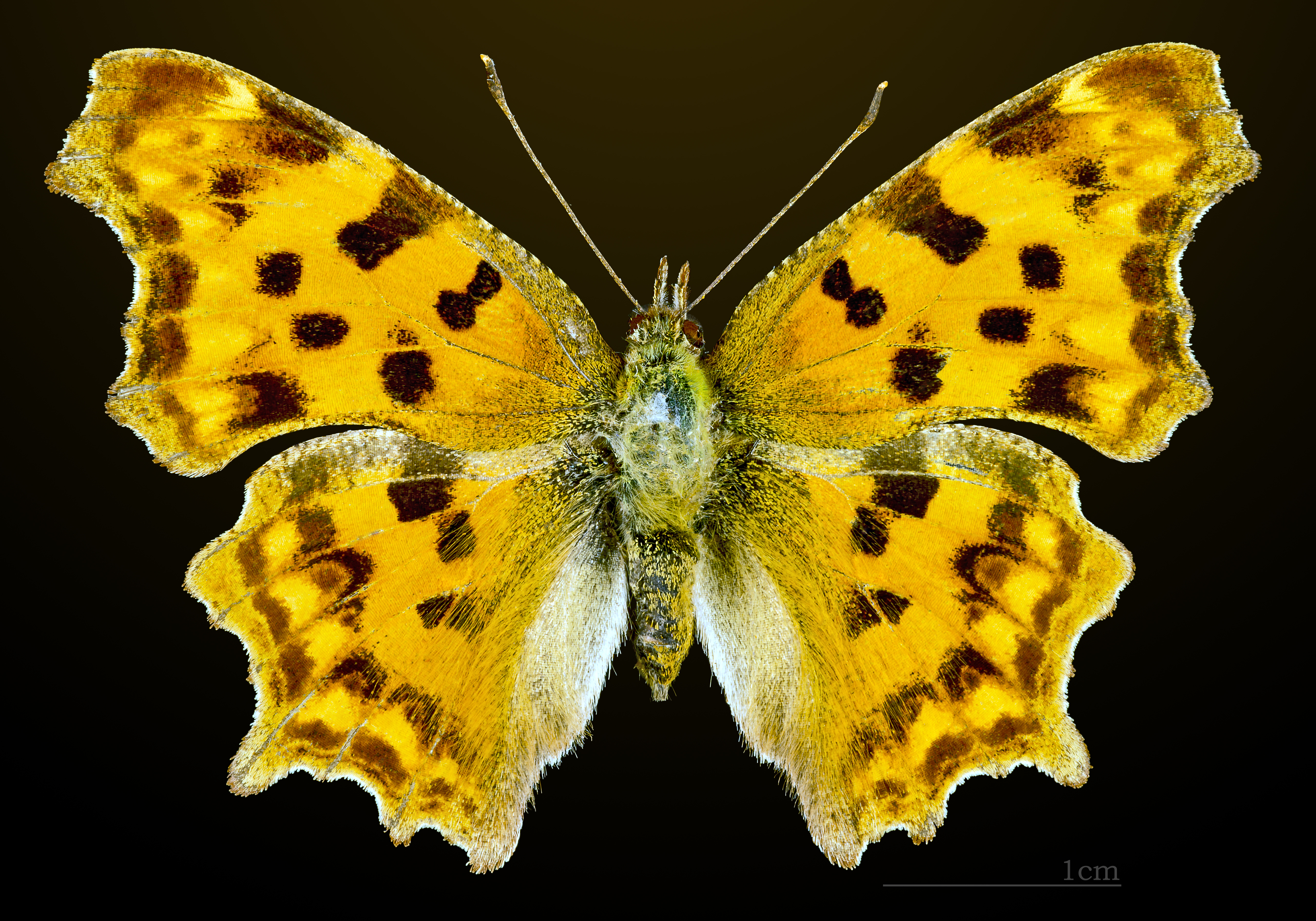
♀
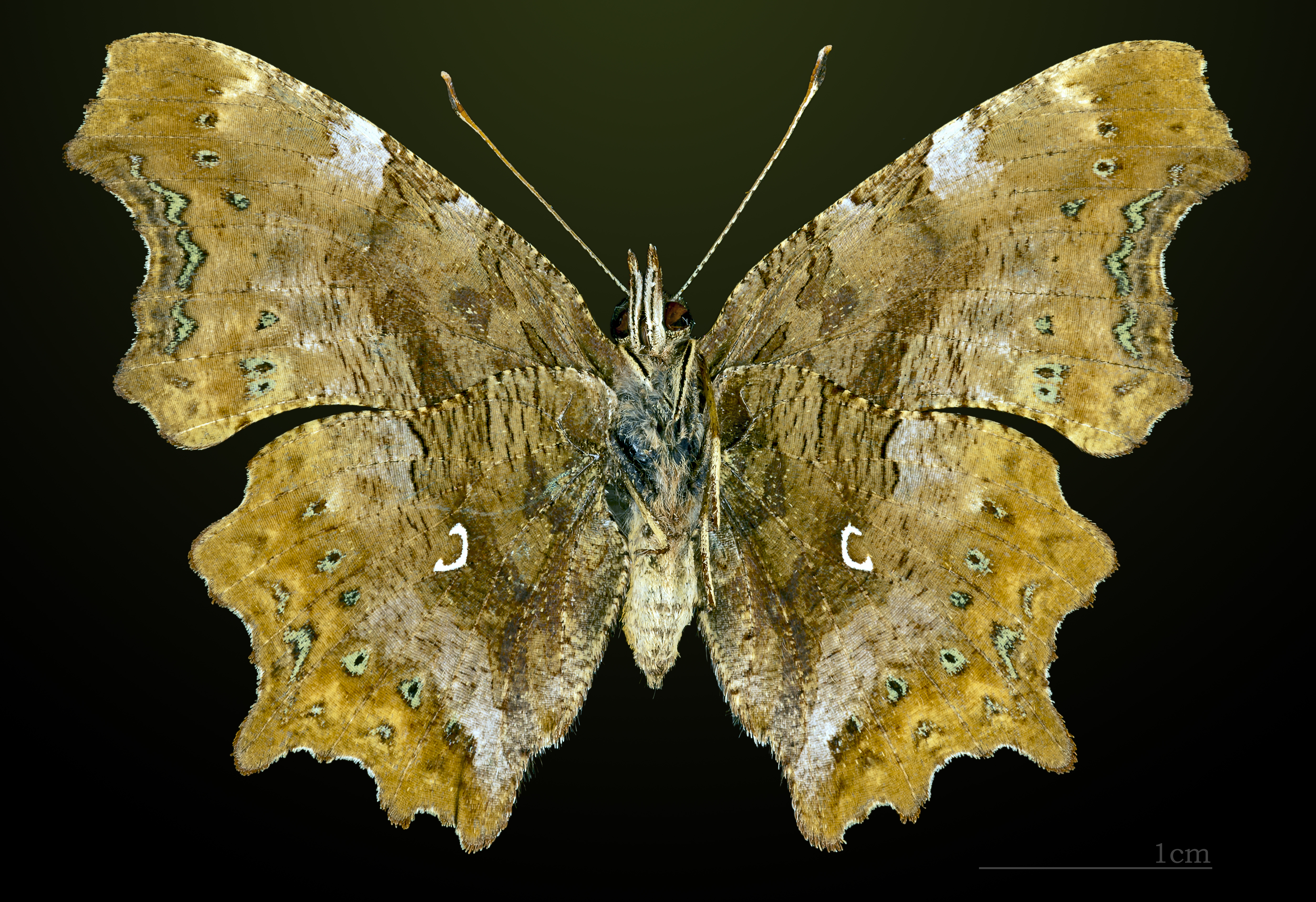
♀ △

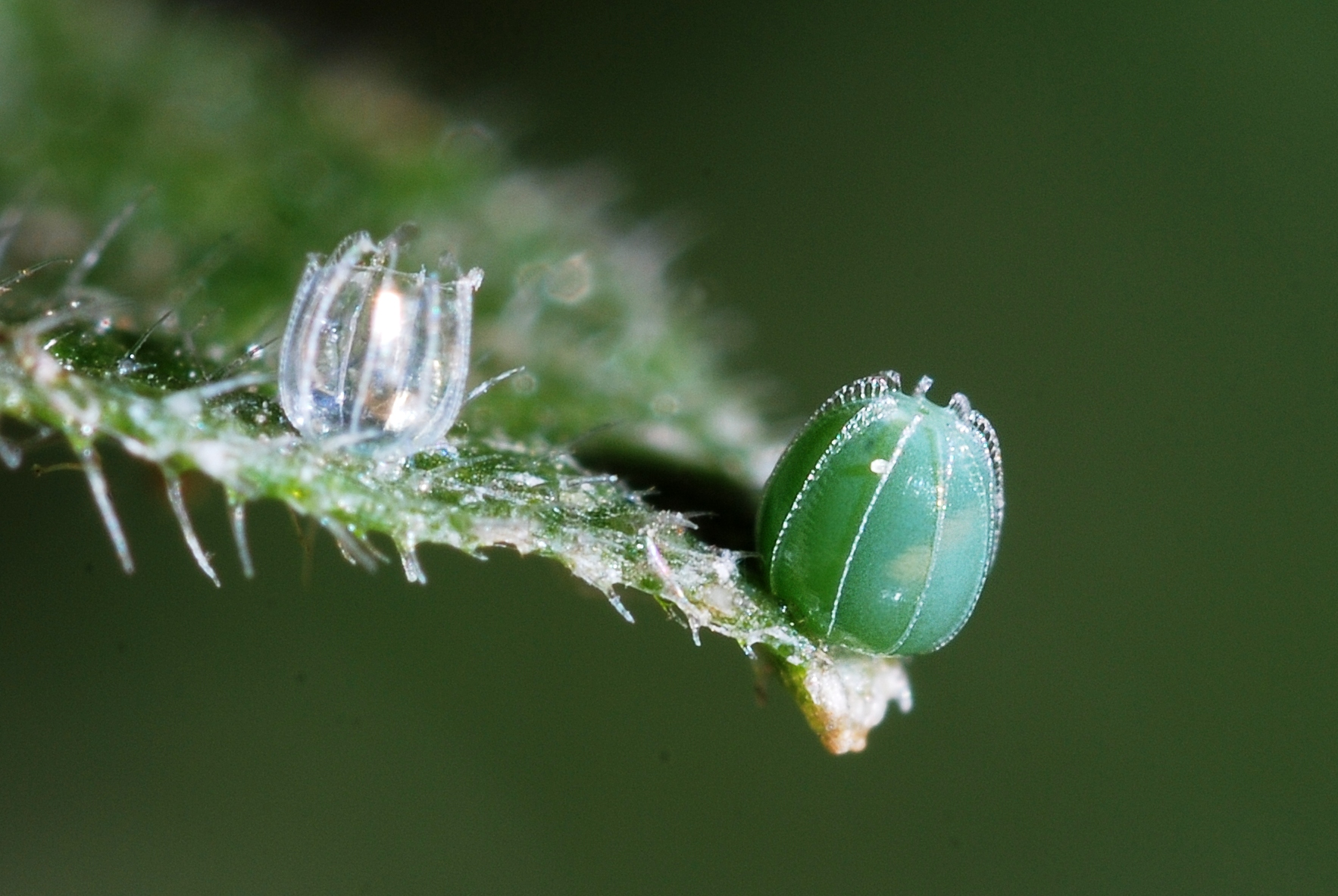
Vajíčko.
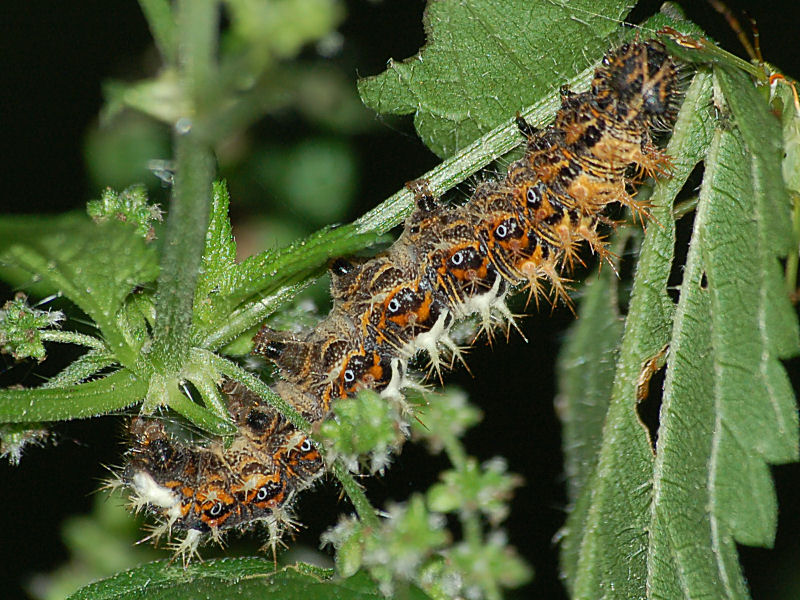
housenka
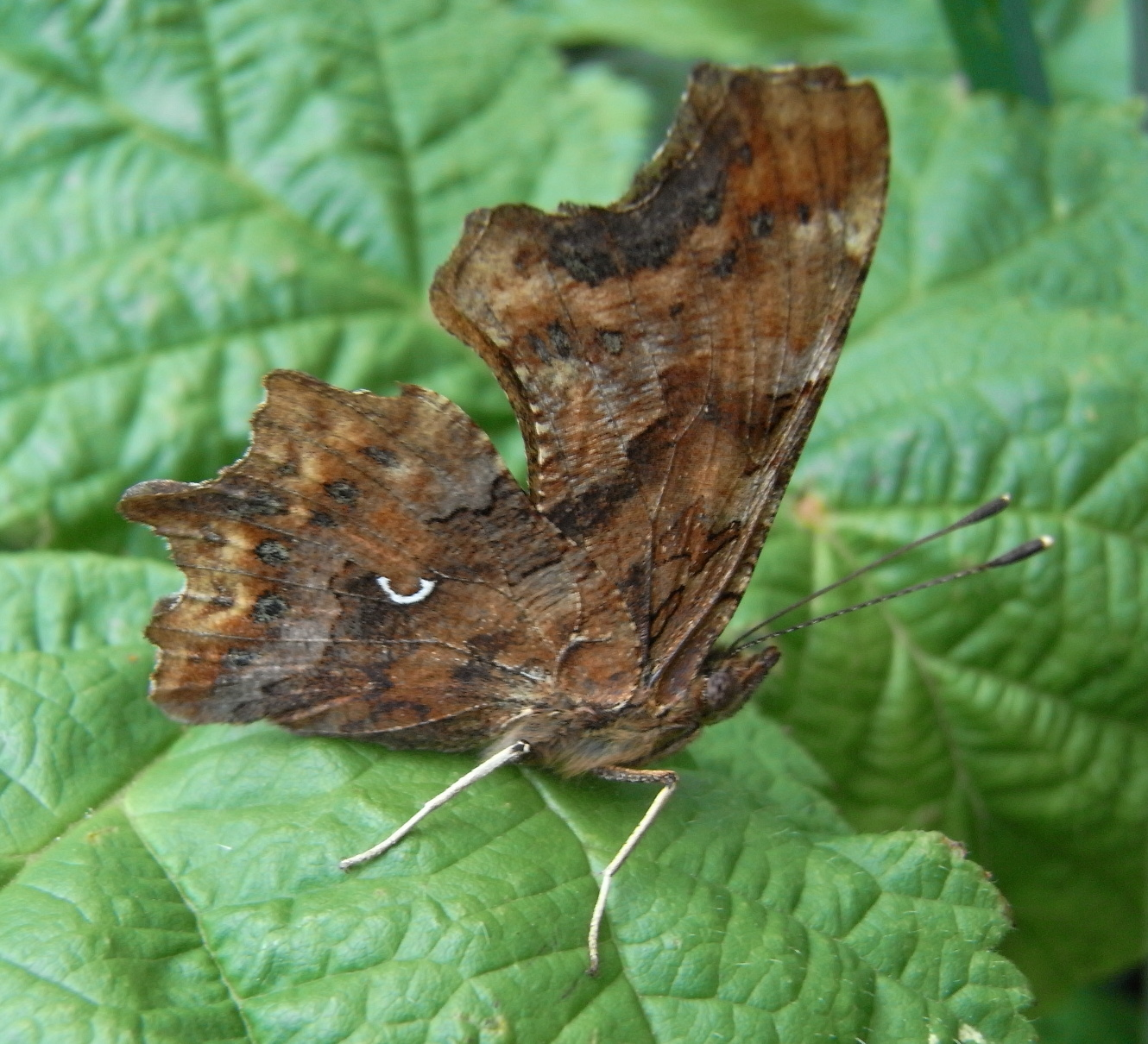
rub křídel se skvrnou ve tvaru písmene "c"

Dospělci dosahují rozpětí křídel okolo 5 cm. Výrazným znakem jsou hluboce vykrajované okraje křídel. Křídla mají červenohnědou barvu s černými skvrnami. Na rubu zadního křídla je bílá nebo žlutobílá skvrna tvarem připomínající písmeno C, která dala druhu jméno. Motýli první generace jsou světlejší než v případě druhé generace. Samice jsou světlejší a mají na okrajích obou párů křídel žluté skvrny. Spodní strana křídel je s výjimkou "c" šedohnědá a šedočerná. Skvrna ve tvaru písmene "c" je velmi variabilní a může i zcela chybět.

## Způsob života
V klidu motýl obvykle složí křídla k sobě, což ho vzhledem ke krycí kresbě na rubu křídel činí obtížně viditelným.

## Stanoviště a výskyt
Motýl se vyskytuje obvykle na okrajích lesů, na pasekách, loukách a zahradách. Jde o hojný druh. Motýli se vyskytují od konce června do konce července, druhá (přezimující) generace pak koncem léta a na jaře dalšího roku.

## Vývoj
Samice kladou vajíčka jednotlivě nebo v malých skupinkách na živné rostliny, a to v květnu (II. generace) a na konci července (I. generace). Housenky se líhnou po dvou až třech týdnech a žijí jednotlivě. Hlava je černá, tělo je černé s hnědočervenými pruhy, na svrchní straně větší části zadečku je bílá skvrna. Na povrchu těla jsou trny. Obvykle se ukrývají na spodní straně listů a barvou připomínají ptačí trus. Housenky dorůstají délky 35 mm. Vývoj trvá okolo šesti týdnů. Kuklí se na živné rostlině. Stadium kukly trvá dva až tři týdny. Dospělci druhé generace přezimují, páření probíhá na jaře dalšího roku.

## Hostitelské rostliny
Kopřiva, chmel, jilm, líska a další opadavé stromy. Lze je nalézt i na rybízu a angreštu.

## Rozšíření
V horách vystupuje až do nadmořské výšky okolo 2000 m. Je rozšířen v celé Evropě, od severního polárního kruhu po Středozemí.